# Jean-Baptiste-René Robinet
Jean-Baptiste-René Robinet (Rennes, 23 de junio de 1735 – Rennes, 24 de marzo de 1820) fue un filósofo naturalista francés, conocido por haber sido uno de los precursores de la teoría de la evolución y uno de los continuadores de la Enciclopedia de Diderot. 

## Áreas de trabajo

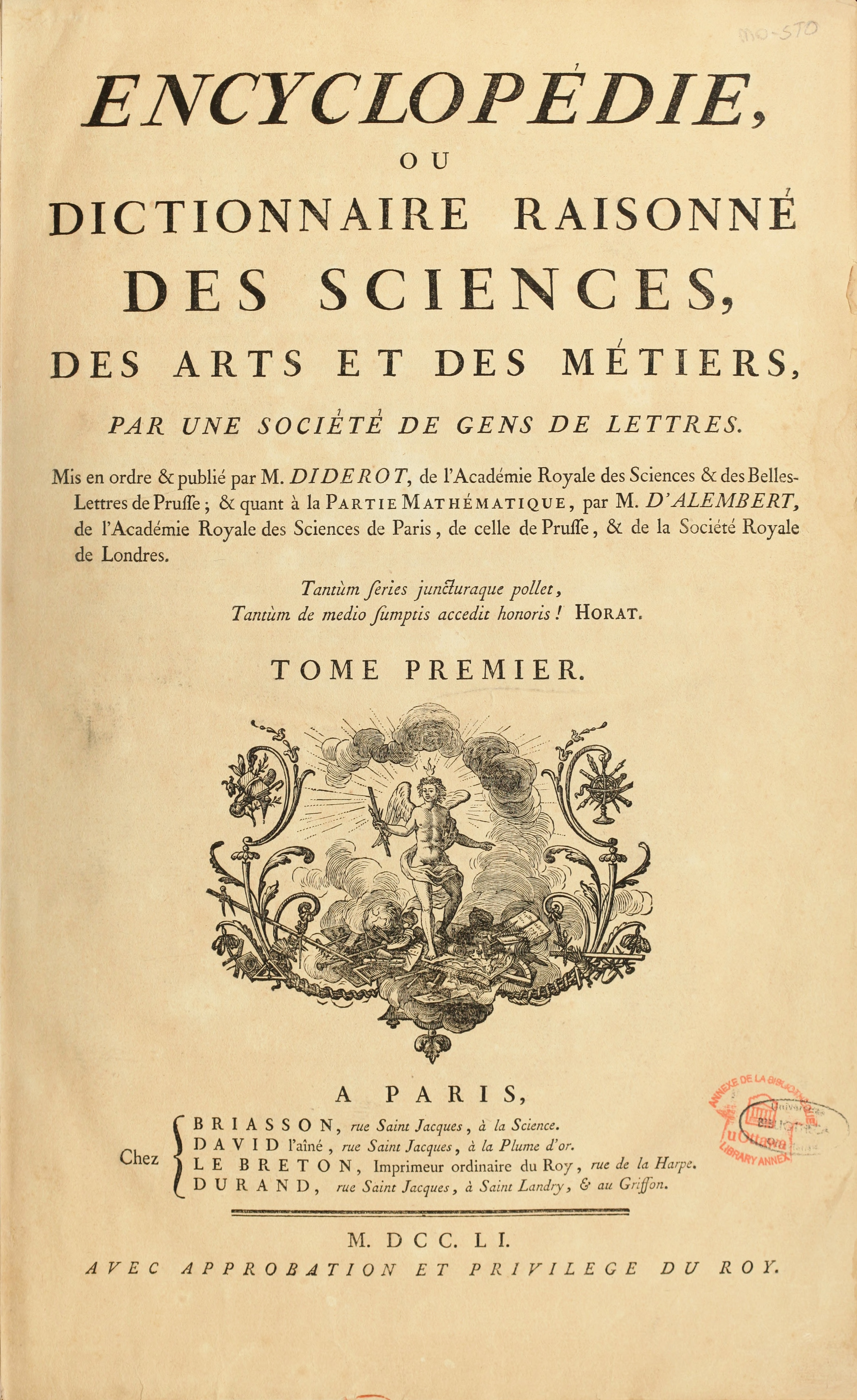
Anteportada de L'Encyclopedie (1751).

### Teoría de la evolución
En su obra De la Nature, aparecida en 1761, Robinet formula la idea de que los organismos vivos se transforman formando una cadena ininterrumpida que asciende hasta el hombre. Esta idea la desarrolla en sus Considérations philosophiques de la gradation des formes de l'être, ou les essais de la nature qui apprend à faire l'homme y en su Parallèle de la condition et des facultés de l'homme avec la condition et les facultés des autres animaux, publicadas en 1768 y 1769.

### Enciclopedia
Robinet es también uno de los continuadores de la Enciclopedia, para la que escribe un suplemento en cuatro volúmenes en colaboración con Charles-Joseph Panckoucke. Asimismo, participa en la edición en 30 volúmenes del Diccionario universal de las ciencias moral, económica, política y diplomática, o Biblioteca del hombre de 
Estado y del ciudadano (1777-1778).

## Obras
- De la nature (1761). Texto en línea :
- Considérations sur l'état présent de la littérature en Europe (1762)
- Considérations philosophiques de la gradation des formes de l'être, ou les essais de la nature qui apprend à faire l'homme (1768). Texto en línea :
- Paradoxes moraux et littéraires (1768)
- Parallèle de la condition et des facultés de l'homme avec la condition et les facultés des autres animaux (1769). Texto en línea :
- Con François-Marie de Marsy: Analyse raisonnée de Bayle, ou abrégé méthodique de ses ouvrages, particulièrement de son Dictionnaire historique et critique, dont les remarques ont été fondues dans le texte, pour former un corps instructif & agréable de lectures suivies (8 volumes, 1775-70).
- Supplément à l'Encyclopédie, ou dictionnaire raisonné des sciences, des arts et des métiers, par une société de gens de lettres (4 vol.1776-77). 5º vol: Suite du recueil de planches, sur les sciences, les arts libéraux, et les arts méchaniques, avec leur explication. Deux cens quarante-quatre planches (1777). (Con Marc Michel Rey, Charles-Joseph Panckoucke, Jean-Georges-Antoine Stoupe et Pierre-Prudence Brunet)
- Dictionnaire universel des sciences morale, économique, politique et diplomatique, ou Bibliotheque de l'homme-d'état et du citoyen (30 vol., 1777-78). Con François-René-Jean de Pommereul, Claude-Louis-Michel de Sacy et Jean-Louis Castilhon. Texto en línea :
- Calendrier des républicains pour l'année sextile 3e de la République une et indivisible, contenant un précis de la morale républicaine mise en maximes pour chaque jour de l'année (1794)
- Les Vertus, réflexions morales en vers (2 vol., 1814)